# Hidayət Heydərov
Hidayət Heydərov (también escrito como Hidayat Heydarov; Göyçay, 27 de julio de 1997), es un deportista azerbaiyano que compite en judo; campeón olímpico, campeón mundial y tetracampeón europeo.

## Trayectoria
Participó en los Juegos Olímpicos de París 2024, obteniendo una medalla de oro en la categoría de –73 kg, al vencer en la final al francés Joan-Benjamin Gaba.
Ganó cuatro medallas en el Campeonato Mundial de Judo entre los años 2018 y 2024, y seis medallas en el Campeonato Europeo de Judo entre los años 2017 y 2024. En los Juegos Europeos de Minsk 2019 obtuvo una medalla de bronce en la categoría de –73 kg.
Por su triunfo olímpico de 2024, fue galardonado en su país con la Orden Shohrat y nombrado «Judoka masculino del año» por la Federación Internacional de Judo.

## Palmarés internacional
| Juegos Olímpicos   | Juegos Olímpicos      | Juegos Olímpicos  | Juegos Olímpicos |
| Año                | Lugar                 | Medalla           | Categoría        |
| ------------------ | --------------------- | ----------------- | ---------------- |
| 2024               | París (Francia)       | Medalla de oro    | –73 kg           |
| Campeonato Mundial |                       |                   |                  |
| Año                | Lugar                 | Medalla           | Categoría        |
| 2018               | Bakú (Azerbaiyán)     | Medalla de bronce | –73 kg           |
| 2019               | Tokio (Japón)         | Medalla de bronce | –73 kg           |
| 2022               | Taskent (Uzbekistán)  | Medalla de bronce | –73 kg           |
| 2024               | Abu Dabi (EAU)        | Medalla de oro    | –73 kg           |
| Juegos Europeos    |                       |                   |                  |
| Año                | Lugar                 | Medalla           | Categoría        |
| 2019               | Minsk (Bielorrusia)   | Medalla de bronce | –73 kg           |
| Campeonato Europeo |                       |                   |                  |
| Año                | Lugar                 | Medalla           | Categoría        |
| 2017               | Varsovia (Polonia)    | Medalla de oro    | –73 kg           |
| 2018               | Tel Aviv (Israel)     | Medalla de plata  | –73 kg           |
| 2019               | Minsk (Bielorrusia)   | Medalla de bronce | –73 kg           |
| 2022               | Sofía (Bulgaria)      | Medalla de oro    | –73 kg           |
| 2023               | Montpellier (Francia) | Medalla de oro    | –73 kg           |
| 2024               | Zagreb (Croacia)      | Medalla de oro    | –73 kg           |